# 岡崎えん
岡崎 えん（おかざき えん、明治26年（1893年）7月10日 - 昭和38年（1963年）11月26日）は、昭和時代の俳人で、銀座の酒場「おかざき」の元女将。大木喬任の娘。没後、吉屋信子により『岡崎えん女の一生』が書かれ、広く知られるようになった。本名・ゑ以（えい、栄）。別名に艶栄、つやえ、艶（えん）など。

## 略歴
明治26年（1893年）に東京で生まれる。父親は明治政府の元勲・伯爵大木喬任、母親は三十間堀の河岸にあった船宿「寿々本」の芸妓・岡崎かめ。大木は女性関係も盛んだったと言われ、えんが生まれたときもすでに60を過ぎていた。雙葉女学校（現雙葉学園）に通う傍ら、母の船宿を手伝った。大正半ばころより、同人誌『文明』に寄稿を始める。
関東大震災後、西銀座裏（当時、銀座2-4-7）で小さな和風酒場「おかざき」を開く。永井荷風、井伏鱒二、泉鏡花、石川淳、堀口大学ら文人が多く通い、昭和初期には、常連のひとりである久保田万太郎らが刊行していた雑誌『春泥』にしばしば投句した。荷風の『断腸亭日乗』には、「お艶」の名でえんが登場し、戦時中の物資乏しき時期にはえんが荷風を助けたことに感謝する一方、ヒステリィ女として狂女のような書き方もしている。
第二次大戦後は身を寄せる家がなく、新橋の小唄の師匠宅や木挽町の茶道教師宅、富士見町の芸妓屋などに女中として住み込んだが、気位が高くて潔癖症なのが災いし、長続きしなかった。その後、昔の知人の好意で、麴町半蔵門近くの知人宅に家政婦として住み込んだが、1952年に喀血して小岩の秋月病院に入院、1955年より生活保護を受け、小岩の老人ホーム「長安寮」に入居した。1963年11月26日、同室の老女3人が菓子が食べたいと言うのを聞き、菓子代を捻出するために自分の帯を持って公益質店に行ったところを京成線の江戸川—京成小岩間の無人踏切で上野発成田行き下り準急電車にはねられ即死した。70歳だった。
この事故を伝える記事を見た吉屋信子は、被害者であるこの老女に興味を持ち調べたところ、俳人であることがわかり、その数奇な生涯を追って『岡崎えん女の一生』を執筆した。

## 俳句
雑誌『文明』『花月』『初蝉』などに投句していた。
- 頬すべる剃刀かろき余寒かな
- さびしさを支ふる蚊帳を釣りにけり
- 手さぐりに降りる梯子の寒さかな